# Борис Стоянов
Борис Стоянов е бивш български футболист, дефанзивен полузащитник на Светкавица (Търговище). Играл е 18 години (1962 – 1980) само за Светкавица. В Б група има 544 мача (рекордьор) и 21 гола. Осминафиналист за купата на страната през 1968 г. и второ място в Б група през 1974 г. Има 4 мача за младежкия национален отбор.